# Кордоба
Вижте пояснителната страница за други значения на Кордоба.
Ко̀рдоба (на испански: Córdoba) е град в Южна Испания, център на едноименната провинция в автономната област Андалусия.

## География
Разположен е в подножието на планината Сиера Морена на десния бряг на река Гуадалкивир, в плодороден и горещ район. Населението на града е около 321 000 души.

## Икономика и архитектура
Кордоба е важен туристически център, известен с архитектурата си от времето когато е била столица на Кордобския халифат, заемал почти целия Иберийски полуостров. В града съжителствуват мюсюлманска, еврейска и християнска култури. В старата градска част е разположена защитената територия Исторически център на Кордоба, част от списъка на Юнеско. Там се намира известната джамия Мескита, превърната в католическа катедрала, както и дворецът Алкасар с прекрасна градина.

## История
Първите следи от заселници датират от около четвъртото хилядолетие пр. Хр. От около VIII век пр. Хр. са известни селища около устието на река Гуадалкивир. Местните жители били запознати с добива на мед и сребро. Първото споменаване на историческо селище датира от времето на навлизане на картагенците отвъд Гуадалкивир, когато генерал Хамилкар Барка го преименува на Kartuba, от Kart-Juba, означаващо „град на Юба“, нумидийски предводител, който умрял в битка наблизо. Кордоба е завладяна от римляните през 206 пр. Хр. и преименувана на „Corduba“. През 169 г. римският консул Марселус основава колония, а по времето на Цезар Кордоба е столица на провинция Бетика. Оттук са корените на оратора Сенека Стари, баща на римския философ Сенека, и на поета Лукан.
В рамките на Византийската империя Кордоба е част от Provincia Hispaniae (552 – 572).
През 7 век Кордоба става център на господството на маврите на Пиренейския полуостров и столица на едноименен емират и халифат. Разцветът ѝ е през 10 век, когато населението достига 1 милион жители. По време на Реконкистата след шест месечна обсада е завзета от крал Фернандо III Кастилски през 1236 г.

## Известни личности
Родени в Кордоба
- Гай Дилий Вокула (?-70), политик
- Хоакин Кортес (р. 1969), танцьор
- Марк Порций Латрон (58 – 4 пр.н.е.), оратор
- Марк Аней Лукан (39 – 65), поет
- Моисей Маймонид (1135 – 1204), философ
- Пако Пеня (р. 1942), музикант
- Луций Аней Сенека (4 пр.н.е. – 65), философ и писател

## Побратимени градове
- Бург ан Брес, Франция
- Бухара, Узбекистан
- Кордоба, Аржентина
- Кордоба де Веракруз, Мексико
- Дамаск, Сирия
- Фес, Мароко (1990)
- Стара Хавана, Куба
- Кайруан, Тунис
- Лахор, Пакистан[3]
- Манчестър, Великобритания[4]
- Западна Сахара, Смара, Западна Сахара[3]